# Tiken Jah Fakoly
Doumbia Moussa Fakoly, född 23 juni 1968 i Odienné, mer känd under sitt artistnamn Tiken Jah Fakoly, är en ivoriansk reggaeartist och låtskrivare.

## Karriär
Oroad över den sociala och politiska utvecklingen i Elfenbenskusten började Tiken Jah Fakoly skapa musikaliska verk om landets politik. Detta gjorde honom populär bland den unga delen av nationens befolkning. 1998 gjorde han sitt första uppträdande i Paris. Merparten av hans musik handlar om orättvisor i Elfenbenskusten och resten av Afrika.
På grund av politisk instabilitet i Elfenbenskusten och efter att ha fått dödshot riktade mot sig lever Tiken Jah Fakoly i exil i Bamako i Mali sedan 2003. I december 2007 blev han förklarad persona non grata i Senegal efter att ha kritiserat president Abdoulaye Wade. 2009 genomförde han kampanjen "Un concert une école", dvs En konsert, en skola, genom vilken han, delvis via sina spelningar, lyckades få finansiering till en skola i Touroni i Elfenbenskusten och ett college i Dianké i Mali. Under karriären har han samarbetat med ett flertal artister och grupper, till exempel Steel Pulse, Didier Awadi, Riké, Bernard Lavilliers, Amadou et Mariam, Dub Incorporation och Tata Pound.  

## Diskografi
- 1993: Les Djelys (endast kassett)
- 1994: Missiri (endast kassett)
- 1996: Mangercratie
- 1999: Cours d'histoire
- 2000: Le Caméléon (endast i Västafrika)
- 2002: Françafrique
- 2004: Coup de gueule
- 2005: Africa wants to be free
- 2007: L'Africain
- 2008: Live in Paris
- 2008: Le Caméléon
- 2010: African Revolution
- 2014: Dernier Appel
- 2015: Racines
- 2019: Le monde est chaud

## Utmärkelser
- 2003: Victoires de la Musique 2003, i kategorin Reggae Album/Ragga/World med albumet Françafrique.
- 2008: First Freemuse Award